# Erin McLeod
Erin Katrina McLeod (St. Albert, Alberta, Canadá; 26 de febrero de 1983) es una futbolista canadiense. Juega como portera en Stjarnan de la Besta-deild kvenna máxima categoría del fútbol femenino en Islandia.

## Trayectoria
Debutó con la selección de Canadá en 2002. En la NCAA jugó en el SMU Mustangs (2001-2002) y el Penn State Nittany Lions (2003-2004). Después pasó a la Women's Premier Soccer League en el Vancouver Whitecaps (2004-2008).
Tras la creación de la WPS fichó por el Washington Freedom (2009-2010). En 2011 fichó por el Dalsjöförs GoIF sueco. En 2013 regresó a Estados Unidos para jugar en la nueva National Women's Soccer League con el Chicago Red Stars y a partir de 2014 en el Houston Dash. En 2016 fichó por el F.C. Rosengård también sueco.
Con la selección de Canadá ha participado en cuatro Mundiales: 2003, 2007, 2011 y 2015, y en los Juegos Olímpicos de Pekín y Londres donde ganó el bronce. Alcanzó las 100 internacionalidades en un amistoso contra Suecia en noviembre de 2014.
En 2023 ficha por Stjarnan luego de su paso por Orlando Pride.

## Vida personal
En 2015 contrajo matrimonio con la también futbolista Ella Masar.

## Clubes
| Club                | País           | Año             |
| ------------------- | -------------- | --------------- |
| Vancouver Whitecaps | Canadá         | 2004 - 2006     |
| Washington Freedom  | Estados Unidos | 2009 - 2010     |
| Dalsjöfors GoIF     | Suecia         | 2011 - 2012     |
| Chicago Red Stars   | Estados Unidos | 2013            |
| Houston Dash        | Estados Unidos | 2014 - 2015     |
| F.C. Rosengård      | Suecia         | 2016 - 2017     |
| FF USV Jena         | Alemania       | 2018            |
| SC Sand             | Alemania       | 2018            |
| Växjö DFF           | Suecia         | 2019            |
| Orlando Pride       | Estados Unidos | 2020 - presente |
| Stjarnan (préstamo) | Islandia       | 2020            |

## Palmarés

### Campeonatos nacionales
| Título   | Club                | País           | Año  |
| -------- | ------------------- | -------------- | ---- |
| W-League | Vancouver Whitecaps | Estados Unidos | 2004 |
| W-League | Vancouver Whitecaps | Estados Unidos | 2006 |

### Campeonatos internacionales
| Título           | Equipo | Sede    | Año  |
| ---------------- | ------ | ------- | ---- |
| Copa de Chipre   | Canadá | Chipre  | 2008 |
| Copa de Chipre   | Canadá | Chipre  | 2010 |
| Copa de Chipre   | Canadá | Chipre  | 2011 |
| Juegos Olímpicos | Canadá | Londres | 2012 |
| Juegos Olímpicos | Canadá | Tokio   | 2020 |